# 7551 Edstolper
7551 Edstolper (1981 EF26) là một tiểu hành tinh nằm phía ngoài của vành đai chính được phát hiện ngày 2 tháng 3 năm 1981 bởi S. J. Bus ở Đài thiên văn Siding Spring trong khóa học thuộc Khảo sát tiểu hành tinh Schmidt-Caltech vương quốc Anh.